# Барвінщина
Барві́нщина — село в Україні, у Лубенському районі Полтавської області. Колишній орган місцевого самоврядування — Оріхівська сільська рада. Населення становить 72 особи.

## Географія
Село Барвінщина знаходиться на правому березі безіменної річечки, на протилежному березі - село Стадня. На річці кілька загат. До села примикає великий садовий масив.

## Історія
12 червня 2020 року, відповідно до розпорядження Кабінету Міністрів України № 721-р «Про визначення адміністративних центрів та затвердження територій територіальних громад Полтавської області», село увійшло до складу Лубенської міської громади.
19 липня 2020 року, в результаті адміністративно - територіальної реформи та ліквідації Лубенського району(1923-2020), село увійшло до складу новоутвореного Лубенського району.

## Населення
Згідно з переписом УРСР 1989 року чисельність наявного населення села становила 71 особа, з яких 25 чоловіків та 46 жінок.
За переписом населення України 2001 року в селі мешкали 72 особи.

### Мова
Розподіл населення за рідною мовою за даними перепису 2001 року:
| Мова       | Відсоток |
| ---------- | -------- |
| українська | 95,83 %  |
| російська  | 4,17 %   |